# Agrias viridifasciata
Agrias viridifasciata är en fjärilsart som först beskrevs av Paskevsky 1941 (1940.  Agrias viridifasciata ingår i släktet Agrias och familjen praktfjärilar. Inga underarter finns listade i Catalogue of Life.